# Cobanus cambridgei (Chickering)
Cobanus cambridgei is een spinnensoort in de taxonomische indeling van de springspinnen (Salticidae).
Het dier komt uit het geslacht Cobanus. Cobanus cambridgei werd in beschreven door Chickering in 1946.